# Polichetoni
I polichetoni sono composti chimici in cui sono presenti diversi gruppi chetonici.
Propriamente il termine identifica dei polimeri sintetici composti da gruppi carbonilici (C=O) distanziati da altri gruppi funzionali (ad esempio alchili).
I polichetoni sono cristallini ed hanno un punto di fusione elevato (oltre i 260 °C per quelli aventi minore peso molecolare) ed ottime proprietà meccaniche.
I polichetoni presentano resistenza all'abrasione e proprietà meccaniche paragonabili alle poliammidi, ai poliesteri e ai poliacetali. Resistono a molti agenti chimici, e sono impermeabili nei confronti dell'ossigeno e di molti altri gas.

## Storia
I primi polichetoni (formati da gruppi C=O alternati a gruppi -CH2-CH2-) furono sintetizzati da Reppe nel 1940, polimerizzando una miscela di etilene ed ossido di carbonio in presenza di un opportuno catalizzatore. I primi catalizzatori non diedero grandi risultati in termini di resa ed i polichetoni lasciarono il mercato a polimeri di più facile sintesi.

## Sintesi
Dagli anni ottanta in poi, sono stati impiegati catalizzatori a base di palladio (Pd) che agiscono in condizioni blande e forniscono ottime rese (si ottengono circa 12 chilogrammi di polimero per grammo di palladio).
Usando alcheni superiori, anche in miscela, si possono ottenere un'intera famiglia di polimeri con caratteristiche specifiche.

## Uso
Attualmente i polichetoni sono poco usati, ma sono in fase di studio applicazioni di massa, tra cui l'imballaggio.